# Guignecourt
 Guignecourt  es una población y comuna francesa, en la región de Picardía, departamento de Oise, en el distrito de Beauvais y cantón de Nivillers.

## Demografía
| 138 | 115 | 187 | 341 | 367 | 415 |
| Para los censos de 1962 a 1999 la población legal corresponde a la población sin duplicidades (Fuente: INSEE [Consultar]) |     |     |     |     |     |